# Doxorrubicina
A doxorrubicina (nome comercial adriamicina) ou hidroxildaunorrubicina é um fármaco amplamente utilizado na quimioterapia do cancro. É um antibiótico da familia das antraciclinas, com uma relação estrutural perto da daunomicina, sendo como esta última um intercalante de ADN. Usa-se habitualmente no tratamento de grande variedade de formas de cancro. 
O fármaco administra-se mediante injecção. Comercializa-se sob as marcas comerciais Adriamicina PFS, Adriamicina RDF, ou Rubex. Doxil é uma forma de administração de doxorrubicina encapsulada em lipossomas criada pelos Laboratórios Ben Venue de Johnson & Johnson. A administração do fármaco induz cardiotoxicidade. É um material fotossensível e por vezes recobre-se num envoltório de alumínio para evitar que a luz o afecte. 